# Brunstorf

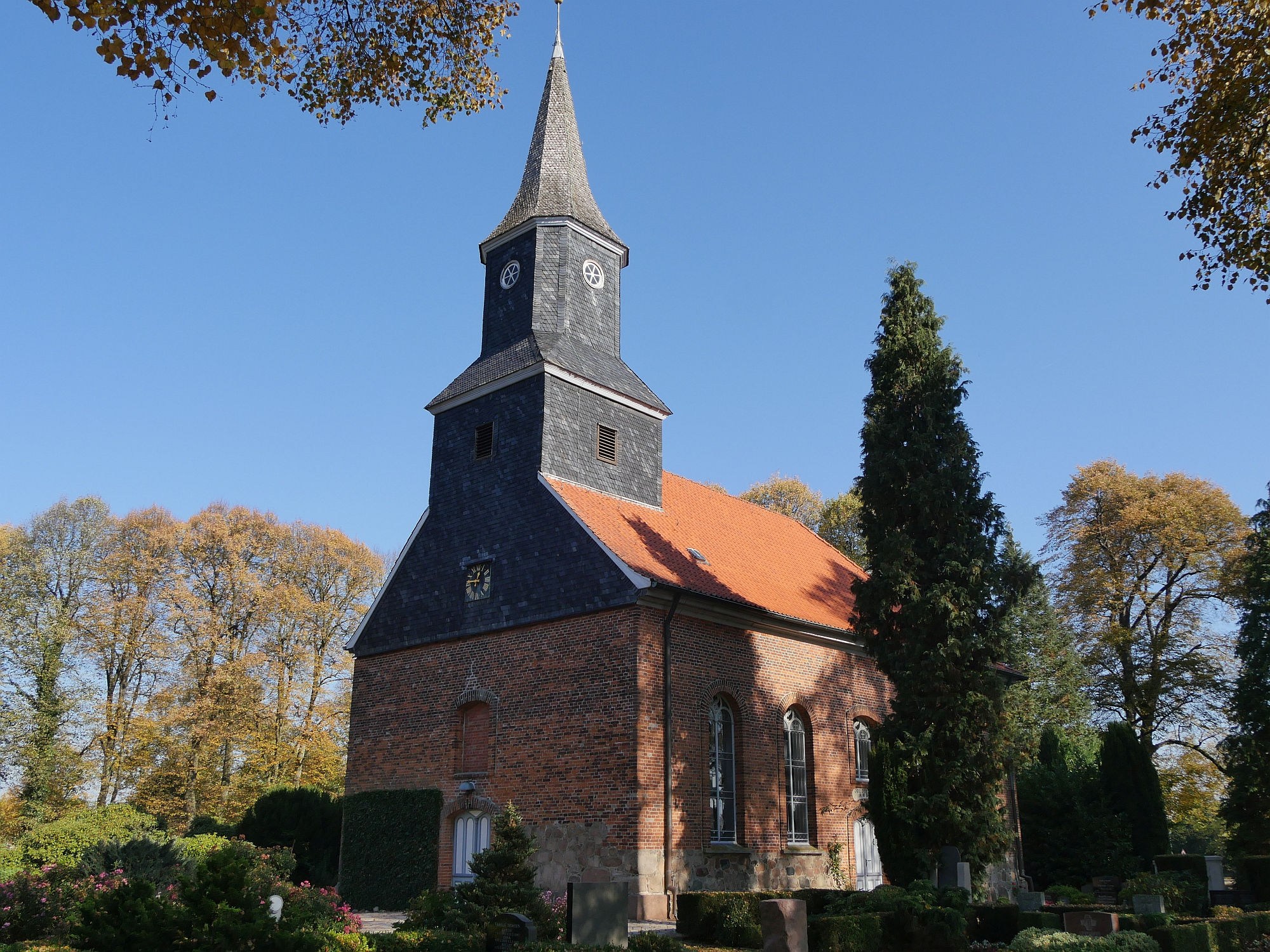
Kirche St. Elisabeth

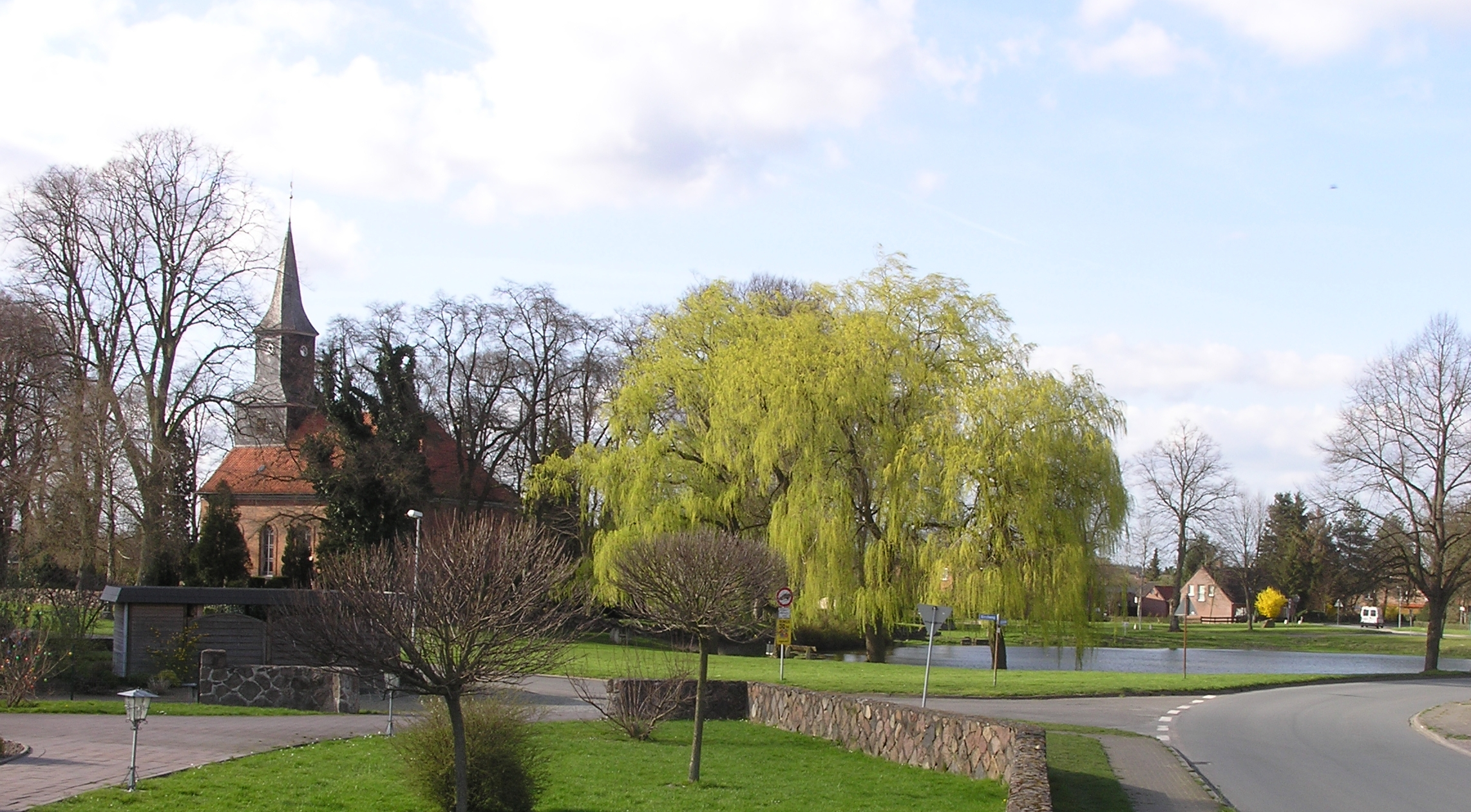
Ortskern

Brunstorf ist eine Gemeinde im Kreis Herzogtum Lauenburg in Schleswig-Holstein.

## Geographie

### Geographische Lage
Das Gemeindegebiet von Brunstorf erstreckt sich im Bereich der Hohen Geest im Osten Hamburgs südöstlich vom gemeindefreien Gebiet Sachsenwald.

### Gemeindegliederung
Neben dem namensgebenden Hauptort befinden sich auch die Siedlungen Forsthof und Pulverbau im Gemeindegebiet.

### Nachbargemeinden
Angrenzende Gemeindegebiete von Brunstorf sind:
|            | Sachsenwald (Gemeindefreies Gebiet)         |              |
| Dassendorf | Kompassrose, die auf Nachbargemeinden zeigt | Schwarzenbek |
| Hohenhorn  | Worth, Hamwarde                             | Kollow       |

### Geologie
Das Gemeindegebiet lagert glazigenen Sedimenten des Saale-Komplex auf. Der Boden entspricht weitestgehend einem Till mit Korngrößen zwischen Schluff und Sand, die im Gemeindegebiet zu einer Endmoräne auf bis zu 57,4 m ü. NHN aufgeschoben sind. Das Gebiet zählt zum Altmoränenbereich im Süden des Herzogtums Lauenburg und umfasst den Bereich nördlich des Hochufers an der Elbe östlich Hamburg beim Stadtteil Krümmel von Geesthacht.
Durch das Gemeindegebiet fließt im Bogen von Südwesten nach Osten der Siekgraben. Er umrundet dabei die Dorflage  westlich und nördlich und mündet kurz darauf im westlichen Außenbereich der Stadt Schwarzenbek in die Schwarze Au, ein linker Nebenfluss der Bille.

### Klima
Brunstorf liegt in einer gemäßigt-warmen Klimazone. Es sind eine erhebliche Menge an Niederschlägen im Jahresverlauf zu verzeichnen. In Anlehnung an die Klimaklassifikation nach Köppen-Geiger ist Ahrenshöft der Klasse „Cfb“ zuzuordnen. Die Jahresdurchschnittstemperatur beträgt 8,4 °C. Die jährliche Niederschlagsmenge beträgt im Mittel 679 mm.

## Geschichte
Das Dorf wurde im Jahr 1299 zum ersten Mal urkundlich erwähnt.
Seit 1948 gehört die Gemeinde dem Amt Schwarzenbek an, welcher 1962 mit dem Amt Basthorst zum Amt Schwarzenbek-Land zusammengelegt wurde.

## Politik

### Gemeindevertretung
Bei der Kommunalwahl am 14. Mai 2023 wurden insgesamt neun Sitze vergeben. Von diesen erhielt die Allgemeine Aktionsgemeinschaft Brunstorfer Bürger sechs Sitze und die Allgemeine Aktive Brunstorfer Demokratische Wählergemeinschaft drei Sitze.

### Wappen
Blasonierung: „Von Rot und Gold schräglinks geteilt, aufrecht darauf in verwechselten Farben eine gesenkte, nach unten gekehrte Axt mit nach vorn und eine erhöhte Sense mit nach hinten gewendeter Schneide. Oben ein goldenes Laubblatt, unten ein roter Kirchturm.“

## Sehenswürdigkeiten
In der Liste der Kulturdenkmale in Brunstorf stehen die in der Denkmalliste des Landes Schleswig-Holstein eingetragenen Kulturdenkmale.

## Persönlichkeiten
- Hermann da Fonseca-Wollheim (1851–1938), der deutsche Marineoffizier, zuletzt Konteradmiral der Kaiserlichen deutschen Marine, wurde in Brunstorf geboren.